# La Colorada (Veraguas)
La Colorada es un corregimiento del distrito de Santiago en la provincia de Veraguas, República de Panamá. La localidad tiene 2.128 habitantes (2010).